# Zgornja trdnjava Kluže
Zgornja trdnjava Kluže (Wehr Rombon, Werk Hermann), znana tudi kot Hermanova utrdba, je bila ena izmed šestih koroških utrdb, ki so varovale dostop do Trbiža in v notranjost Avstrije. Ime je dobila po stotniku Johannu Hermannu von Hermannsdorfu, ki je bil v času Napoleonovih vojn poveljnik trdnjave Predel. Zgrajena je bila leta 1900 z namenom, da v primeru vojne podpre trdnjavo Bovške kluže, ki je bila v tistem času že zastarela; toda tako kot večina utrdb je bila na začetku prve svetovne vojne zastarela že sama. V času vojne jo je italijansko topništvo divje obstreljevalo s topovi največjega kalibra ter tako utrdbo nepopravljivo poškodovalo. Zato se je avstrijsko vrhovno poveljstvo odločilo, da utrdbo razoroži in zapusti. Po končani vojni utrdbe ni nihče vzdrževal, zato je propadla. Danes jo še možno videti, vendar je v izredno slabem stanju. 

## Vzroki za gradnjo
Leta 1882 zgrajena trdnjava Bovške Kluže je bila v devetdesetih letih devetnajstega stoletja že zastarela. Imela je dve veliki slabosti, katerih so se Avstrijci dobro zavedali. Njena prva velika slabost je bila, da je bila zidana iz kamna in opeke, ki nista zdržala zadetkov sodobnih topniških granat polnjenih z ekrazitom. Druga slabost pa je bil njen položaj. Utrdba se je bila namreč stisnjena med pobočja gore Rombon in Izgore. V času gradnje trdnjave je bila to prednost, saj je lahko trdnjava zapirala ozko pot, ki vodi preko prelaza Predel. Z uvedbo sodobnega topništva in bojev na večje razdalje pa je to kar naenkrat postala slabost, ker zaradi svoje lege v ozki dolini ni mogla obstreljevati sovražnika v Bovški kotlini. Problem so rešili tako, da so nad Klužami pripravili položaje za topove, ki bi v primeru vojne lahko obstreljevali sovražnika že v Bovcu. Topove za položaje so hranili v trdnjavi. Rešitev je bila le začasna, zato se je avstro-ogrsko poveljstvo odločilo, da nad staro trdnjavo Kluže zgradi novo, ki bi bila namenjena boju na daljavo.

## Gradnja in oborožitev
Priprave za gradnjo so se začele leta 1890, ko so izbrali zemljišče za novo trdnjavo. Izbrana lega je bila skoraj idealna, ker je omogočala topniško obstreljevanje skoraj vse Bovške kotline, pobočja pred utrdbo pa so onemogočala vsak pehotni napad. Edina večja slabost lokacije je bila, da je bilo utrdbo mogoče braniti le, če je bil Rombon v avstrijskih rokah. Leta 1897 je prišla dokončna odločitev za gradnjo utrdbe.
Utrdba je bila zasnovana kot 10 m visoka dvoetažna, delno podkletena, enovita topniška utrdba z dvema ramenskima kaponirjema in kasarno s pomožnimi prostori v zadnjem delu. Stavba je bila ozka okoli 30 m in dolga 40 m v obliki črke L. Spadala je med manjše avstro-ogrske utrdbe. Načrtovana je bila za 2 častnika 88 vojakov, 32 topničarjev, 3 pionirje, 3 telegrafiste in sanitejca, skupaj 129 mož. Utrdba je bila zasnovana tako, da je lahko zdržala zadetke takrat najmočnejših znanih granat, zato je spadala v zadnjo generacijo avstro-ogrskih utrdb.
Preden se je začela gradnja utrdbe je bilo potrebno do gradbišča, ki je bilo zelo težko dostopno, zgraditi 1.292 m dolgo cesto, ki je premagala 114 višinskih metrov med obema utrdbama. Gradnja ceste se je začela 9. aprila 1897 dela na njej pa se so se končala 25. novembra 1898 istega leta.
2. avgusta 1897 so se na gradbišču bodoče utrdbe začela prva zemeljska dela. Temeljni kamen je bil položen 11. julija 1898. V temeljni kamen so vložili spominsko listino. Gradnja je hitro napredovala, tako da so poleti leta 1899 v prednje stene trdnjave že vgradili topovske ščite za 120 mm topove. Gradnja utrdbe je trajala od 2. avgusta 1897 do 29. junija 1900. Pozimi so dela zaradi nizkih temperatur prekinili. Utrdba je bila pod streho že oktobra 1899. Večina utrdbe je bila zgrajena iz železo-betona zelo visoke kakovosti, preostali deli pa iz lomljenega kamna, ki so ga pridobili v okolici gradbišča.
Utrdbo so oborožili s štirimi 12 cm topovi M.96 na ustreznem podnožju. Njihov domet je bil 6.750 m, kar pomeni da so granate lahko dosegle cilje do Podklopce oz. Potoka Glijuna v Soški dolini. Topovi so lahko pokrili celotno Bovško kotlino in še del področij severno in južno od nje. Ob začetku prve svetovne vojne so bili že zastareli. Na strehi utrdbe sta bila nameščena še dva 15 cm vrtljiva oklepna možnarja  M.80, ki sta lahko obstreljevala cilje v celotnem krogu okoli utrdbe. Njihova velika slabost je bil kratek domet, ki je znašal le 3.500 m vendar pa so topovi izstreljevali granate pod strmim kotom, kar je omogočalo zadevanje ciljev, ki so bili za 12 cm topove v mrtvem kotu. Na strehi sta bili nameščeni še dve vrtljivi opazovalni kupoli. Za obrambo pred pehotnim napadom so služile strelne line, način postavitve utrdbe tako, da je bilo iz posameznih delov utrdbe moč nadzirati dostop do vhoda. Pred utrdbo so bile razporejene tudi žične ovire. Utrdba je bila opremljena tudi z električnim žarometom. Ta je bil nameščen na dvigalu, ki je žaromet dvignil na vrh stolpa, ki je stal na zadnjem delu utrdbe. Tak način namestitve žarometa je bila takrat novost in je bila prvič preizkušena prav na Hermanovi utrdbi. 
Mirnodobna posadka utrdbe je štela dva častnika in 50 mož. V primeru vojne je to posadko zamenjal vojna posadka, ki je štela 13 častnikov in 227 mož. V utrdbi je lahko za silo prenočilo še 10 častnikov in 115 mož, poleg tega pa je v njej lahko poiskalo zaklon še 90 mož.

## Posodobitev
Leta 1905 so zamenjali zastarele topove v oklepnih kupolah s topovi M. 99. Tako so povečali domet kar za dvakrat. Kljub tej zamenjavi so bili novi topovi ob začetku prve svetovne vojne že zastareli. Leta 1907 so zamenjali bencinski agregat, dve leti pa je utrdba doživela tudi gradbene posege. V steni nad Koritnico so izdolbli tri kaverne in jih podzemsko povezali z utrdbo. Ojačali so tudi posamezne dele utrdbe z dodatno plastjo betona. V notranjost so namestili tudi več vrat, ki naj bi zmanjšali nevarnost pehotne zasedbe. Kljub posodobitvam so strokovnjaki ugotovili, da bi utrdba v primeru vojne komaj še zdržala zadetke takrat najtežjih italijanskih granat.

## Utrdba v času vojne
Že prvi dan vojne 24. maja 1915 so topničarji in vojaki zaskrbljeno poslušali odmeve oddaljenega grmenja italijanskega topništva, ki je obstreljevalo zaporo pri Rabeljskem jezeru in predilsko baterijo in se spraševali, ali se bo kaj podobnega zgodilo tudi njim. Sicer je bilo v prvih dneh vojne v Bovški kotlini še vse mirno. To zatišje so avstrijske oblasti izkoristile, da so iz okoliških krajev izselile prebivalstvo, saj je Bovška kotlina postala vojno območje. Italijani so napredovali izredno počasi, 25. maja so zasedli sedlo Prevala v kaninskem pogorju, 27. maja pa še sedlo Čez Brežič nad Možnico. Italijanske enote so se zavedale nevarnosti Hermanove utrdbe, zato so se vse do 14. avgusta v velikem loku izogibale območja, ki ga je pokrivalo topništvo bovške zapore, pri tem pa so zamudili izredno priložnost za prodor proti severu, ker Avstrijci v tistem času še niso imeli dovolj mož za učinkovito obrambo.
Prva granata naj bi priletela v okolico Hermanove utrdbe nekje med 29. majem in 18. junijem 1915. To je bila 149 mm granata, ki je priletela iz okolice Nevejskega prevala, 6. junija pa naj bi se obstreljevanju pridružila še baterija 210 mm možnarjev 210 A. Obstreljevanje z najtežjimi, 305 mm  granatami, pa naj bi se začelo 27. junija 1915, pozneje pa se je obstreljevanju pridružila tudi skupina 280 mm havbic 280 A. Italijani so že prvi dan vojne dobili odlični položaj za obstreljevanje Bovške zapore. Njihovi topovi so bili nameščeni v okolici Nevejskega prevala 12,7 km od Hermanove utrdbe. Pri obstreljevanju so granate letele preko Nevejskega prevala in vrha Rombona in nato v strmi krivulji priletele na Hermanovo utrdbo. V veliko pomoč jim je bila 7000 m oddaljena topniška opazovalnica na planini Jama v krnskem pogorju. 
Utrdba Bovške Kluže je bila za italijanske topove v skoraj popolnem mrtvem kotu, poleg tega pa je iz italijanskih topniških opazovalnic ni bilo videti, zato jo med vojno nikoli niso zadeli. Še najbližje zadetku so bili 12. avgusta 1915, ko je ob zidu utrdbe eksplodiralo pet italijanskih granat, ki so sicer bile namenjene Hermanovi utrdbi. Medtem, ko je bila trdnjava Kluže v mrtvem kotu, pa Hermanova utrdba ni bila, zato se je znašla pod točo granat. Največ škode so povzročile 149 mm granate, kar je bilo za posadko pravo presenečenje. Ena izmed granat je prebila jekleni ščit na srečo praznega topniškega prostora. 12. junija sta dva zadetka popolnoma uničila stolp žarometa. Istega dne je granata poškodovala kupolo za havbico. 20. junija so tri granate kalibra 210 mm zadele isto mesto stropa nad povezovalnim hodnikom v kasarniškem delu utrdbe in ga prebile. Kmalu se je začelo obstreljevanje s 305 mm granatami, ki je do 30. junija postajalo vedno bolj intenzivno. Med obstreljevanjem je posadka ostajala v utrdbi, kar je 30. junija povzročilo pravo tragedijo. Prvi topniški prostor je tik pod jeklenim ščitom zadela granata, prebila zid in eksplodirala v notranjosti. Ubitih je bilo 7 topničarjev poškodovan pa je bil tudi top, zato so ga 5. julija odnesli iz utrdbe. 18. julija so granate popolnoma uničile kaponir, 19. julija je bila uničena desna opazovalna kupola, 20. julija je posadka iz utrdbe odnesla agregat, 23. julija je granata onesposobila kupolo havbice, isti dan pa je prišlo še do zasutja hodnika za dostop do obeh havbic, zaradi česar je poveljstvo ukazalo, da naj 25. julija iz kupol odnesejo topove. 28. julija je bil popolnoma uničen žaromet, med 30. julijem in 2. avgustom so iz četrte topniške kazemate odnesli še zadnji top in ga premestili na nov položaj. Po nekaterih podatkih naj bi ta top po končanem obstreljevanju ponovno namestili v utrdbo, od koder je vse do 2. maja 1916 obstreljeval italijanske položaje.
Konec julija je italijansko poveljstvo ocenilo, da je obstreljevanje doseglo cilj in da se je učinkovitost koroških utrdb močno zmanjšala, vendar pa obstreljevanje ni ponehalo. 18. avgusta 1915, na rojstni dan cesarja Franca Jožefa I., so Italijani divje obstreljevali Hermanovo utrdbo, ki je bila takrat že razorožena, kar pa Italijani niso vedeli.
Dne 20. septembra 1915 je bila na utrdbo izstreljena zadnja granata. S tem se je končalo skoraj štirimesečno obstreljevanje utrdbe. Italijani so ocenili, da so Hermanovo utrdbo popolnoma uničili. Do podobnih ugotovitev so prišli tudi Avstrijci. Utrdba Kluže je bila nepoškodovana, Hermanovo utrdbo je zadelo 50 granat najtežjega kalibra. Desno krilo in zadnja stran utrdbe sta bili hudo poškodovani, desni kaponir popolnoma  uničen, ponekod so bili prebiti stropovi in zidovi, notranji prostori so imeli velike razpoke, uničen je bil stolp žarometa, poškodovan je bil mehanizem za vrtenje oklepne kupole, poškodovano je bilo tudi polje bodeče žice pred utrdbo.

## Vloga utrdbe v prvi svetovni vojni
Tako kot vse utrdbe je bila tudi Hermanova utrdba, čeprav je spadala med novejše avstro-ogrske utrdbe, ob začetku prve svetovne vojne že obupno zastarela. Močno italijansko topniško obstreljevanje je utrdbo tako hudo poškodovalo, da je bila že po nekaj mesecih vojne popolnoma neuporabna, zato jo je posadka morala zapustiti. Zato bi lahko rekli, da pri utrdbi ni prišlo do izraza tisto, za kar je bila namenjena. Po drugi strani pa je zasnova utrdbe opravila nalogo, za katero je bila namenjena. Zgradba je med obstreljevanjem zdržala zadetke najtežjih granat in v veliki meri zaščitila posadko. Poleg tega pa je imela skupaj z ostalimi koroškimi utrdbami zelo velik psihološki učinek, ki je upočasnil napredovanje italijanske vojske v zgornjem Posočju. Zato lahko trdimo, da je utrdba odigrala svojo vlogo – preprečiti prodor sovražnika v smeri prelaza Predel.

## Utrdba danes
Po razorožitvi je utrdba začela samevati. Ko se je frontna črta po preboju premaknila na reko Piavo, je utrdba postala neuporabna, zato je poveljstvo ni nameravalo obnoviti. Uporaben inventar je odnesla vojska in domačini. Po italijanski zmagi je utrdba prišla pod italijansko upravo, ki za deloma porušeno utrdbo ni skrbela. Nov udarec so utrdbi v tridesetih letih prizadejali zbiralci železa, ki so iz zidov izpulili jeklene ščite in profile, kar je v naslednjih letih povzročilo dodatno propadanje utrdbe. Utrdba je nato skozi desetletja samevala. Po drugi svetovni vojni in dokončni določitvi meje med Jugoslavijo in Italijo je utrdba skupaj z utrdbo Kluže prešla v last jugoslovanske vojske. Novi lastnik, tako kot stari, zanju ni skrbel, zato sta propadali. Utrdbi sta leta 1987 prišli v občinsko last. Do danes so utrdbo v Klužah že popravili, medtem pa Hermanova utrdba, ki je bila še do predkratkim javnosti popolnoma neznana, še vedno propada. Danes je utrdbo še moč videti, vendar je v izredno slabem stanju ter zaraščena z rastlinjem. Nahaja se na izravnavi tik nad utrdbo v Klužah, od katere je do zgornje utrdbe speljana ozka pot.